# ABC-stad

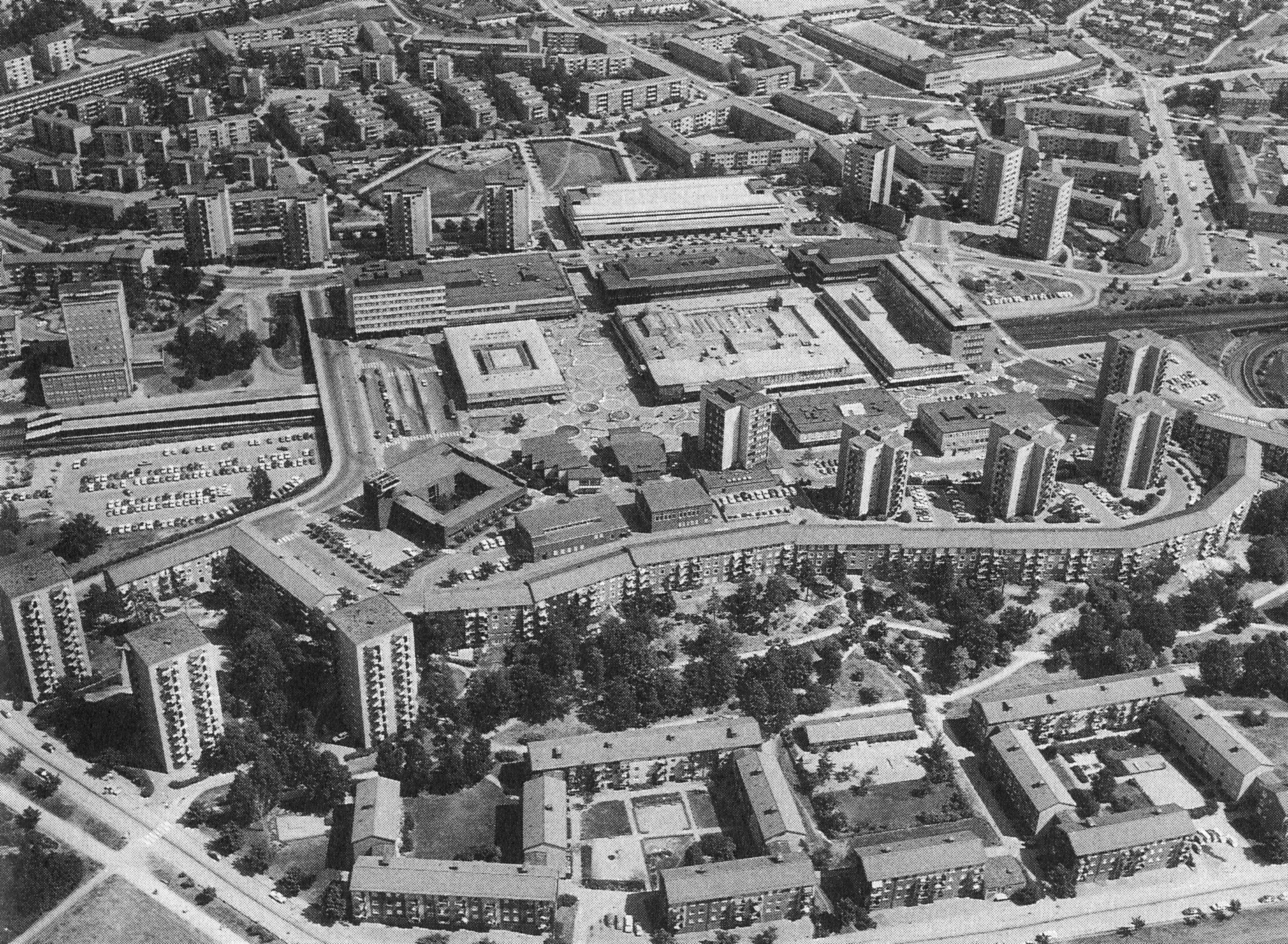
ABC-staden Vällingby 1960.

ABC-stad, arbete, bostad och centrum är ett (främst historiskt) begrepp inom svensk stadsplanering, med vilket menades anläggandet av samlad bebyggelse där folk inom korta avstånd skulle kunna bo, arbeta och ha tillgång till butiker, samhällsservice med mera.

## Bakgrund och genomförandet

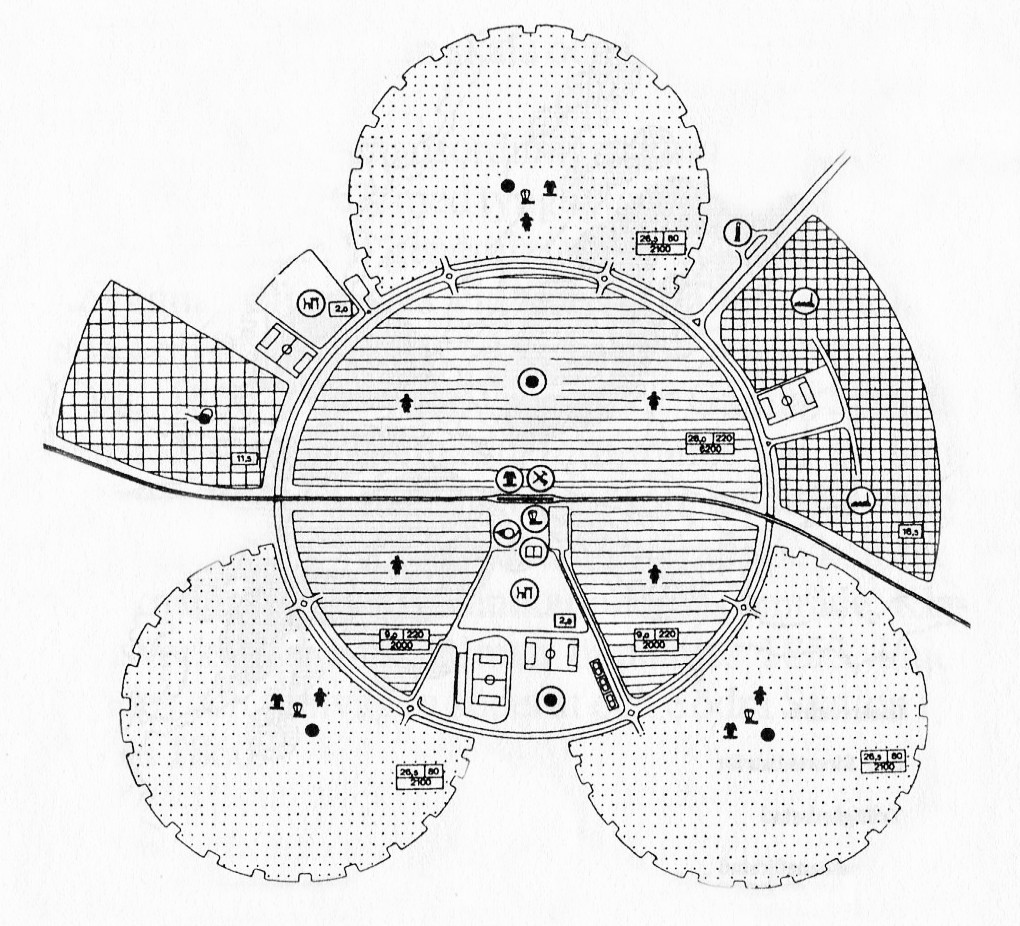
Schemaskiss för en ABC-stadsdel ur ”Generalplan för Stockholm 1952”. Centrumfunktioner i mitten omgiven av flerbostadshus, längre ut ligger småhusbebyggelse och arbetsplatser till höger. Tunnelbanan går tvärs genom området.

ABC-stadens andlige fader kan sägas var arkitekt Sven Markelius, stadsplanedirektör i Stockholm mellan 1944 och 1954. Impulser fick han på studiebesök, främst i England, och hans idéer fann konkret form i Generalplan för Stockholm 1952. Generalplanen blev ett program för Stockholms utbyggnad åt nordväst, mot syd samt sydost och tvingades fram av den enorma bostadsbristen och inflyttningen till Stockholm efter andra världskriget. Samtidigt uppmanade den de ofta motstridiga krafterna i Stockholms stadsförvaltning till samverkan. Så kunde ABC-stadens viktiga delar som arbetsplatser, bostäder, centrumanläggning, skolor, kollektivtrafik och övrig infrastruktur fungera redan från början.
I generalplanen från 1952 föreslogs bland annat att från stadsdelscentrum borde hyreshusen ligga inom 450 meters avstånd, gränsen till småstugeområdet (mindre villor) borde vara 900 meter och till industrier 600 meter. Totalt skulle en sådan stadsdel ha drygt 16 000 invånare. Vällingby skulle bli den mest konkreta och omfattande realiseringen av Markelius idéer. Trots en omfattande redogörelse om bland annat Vällingbys planering skriven av Sven Markelius i facktidskriften Byggmästaren 1956 nämns inte begreppet ABC-stad med ett enda ord. När och av vem begreppet ABC-stad myntades är okänt.
Konceptet med ABC-stad fick stort genomslag av bostadsbyggandet och stadsbyggnadsplaneringen i Sverige under efterkrigstiden. Städernas centrala delar var färdigbyggda och expansion kunde bara ske på obebyggd mark, som ibland låg långt utanför stadskärnorna. Stockholms generalplan 1952 skilde sig dock från många andra generalplaner i övriga Sverige. I Stockholm genomfördes den, medan den i andra svenska städer ofta stannade på papperet. De mest renodlade ABC-städerna i Sverige blev Vällingby (invigd 1954) och Farsta (invigd 1960), väster respektive söder om Stockholm, och som båda trafikeras av tunnelbanans gröna linje.
Konceptet för Vällingby och liknande förorter runt Stockholm har felaktigt betecknas som ett slags drabantstäder. Gällande planeringen av Stockholms utbyggnad på 1950-talet menade Sven Markelius att …dessa stadsdelar eller stadsdelsgrupper icke kan komma att väntas fungera som drabantstäder i egentlig mening. Därtill är avståndet till stadens [Stockholm] huvudarbetsplatser och till den stora magneten Stockholms City allt för litet.